# Jalovec čínský
Jalovec čínský (Juniperus chinensis) je keřovitá až stromovitá dřevina z čeledi cypřišovité (Cupressaceae).

## Původ
Je původní v jihovýchodní Asii, roste v Číně, Mongolsku, Japonsku, Koreji a na jihovýchodě Ruska.

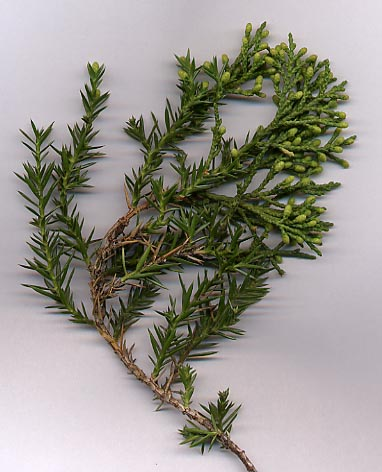
Větvička s dvěma druhy jehlic.

## Popis
Je to stálezelená dřevina, keř nebo malý strom, podle podmínek bývá 1-20 m vysoký. Mívá dva druhy jehlic. Ostré juvenilní jehlicovité listy spojené v trojčetných přeslenech 5-10 mm dlouhé, a dospělé kulaté jehlice 1,5-3 milimetr dlouhé. I dospělé dřeviny mívají juvenilní jehlice. Často je druh dvoudomá rostlina, tedy jedinec má šištice buď samčí, nebo samičí, ale některé rostliny mohou tvořit šištice obou pohlaví. Rostliny jsou opylovány větrem v dubnu až květnu. Samčí šištice jsou žluté, zatímco samičí zelenofialové. Jakožto nahosemenná rostlina nemá květy ani plody. Semena dozrávají 18 měsíců a jsou v útvarech zvaných galbuly, což je dužnatá šiška jalovce vzniklá srůstem zdužnatělých podpůrných šupin šišky. Je to modrá, kulatá, borůvce podobná, suchá, bobulovitá šiška (semeno v dužnatém obalu), mající průměr 2–4 mm. 

## Pěstování
Vyžaduje slunné nebo světlé stanoviště, zastíněné části dřeviny hynou. Poměrně dobře snáší sucho a chudou půdu, ale preferuje vlhké propustné, mírně kyselé živné půdy. Množení je možné semeny, ale používáno je řízkování, hřížení. Sloupovité kultivary je vhodné na zimu svazovat, kvůli sněhu, nebo sníh setřásat. Jalovce se často pod námrazou, nebo pokrývkou sněhu lámou nebo rozklesávají.

Je pěstováno mnoho kultivarů a kříženců, některé jsou popsány v hesle kultivary jalovců.

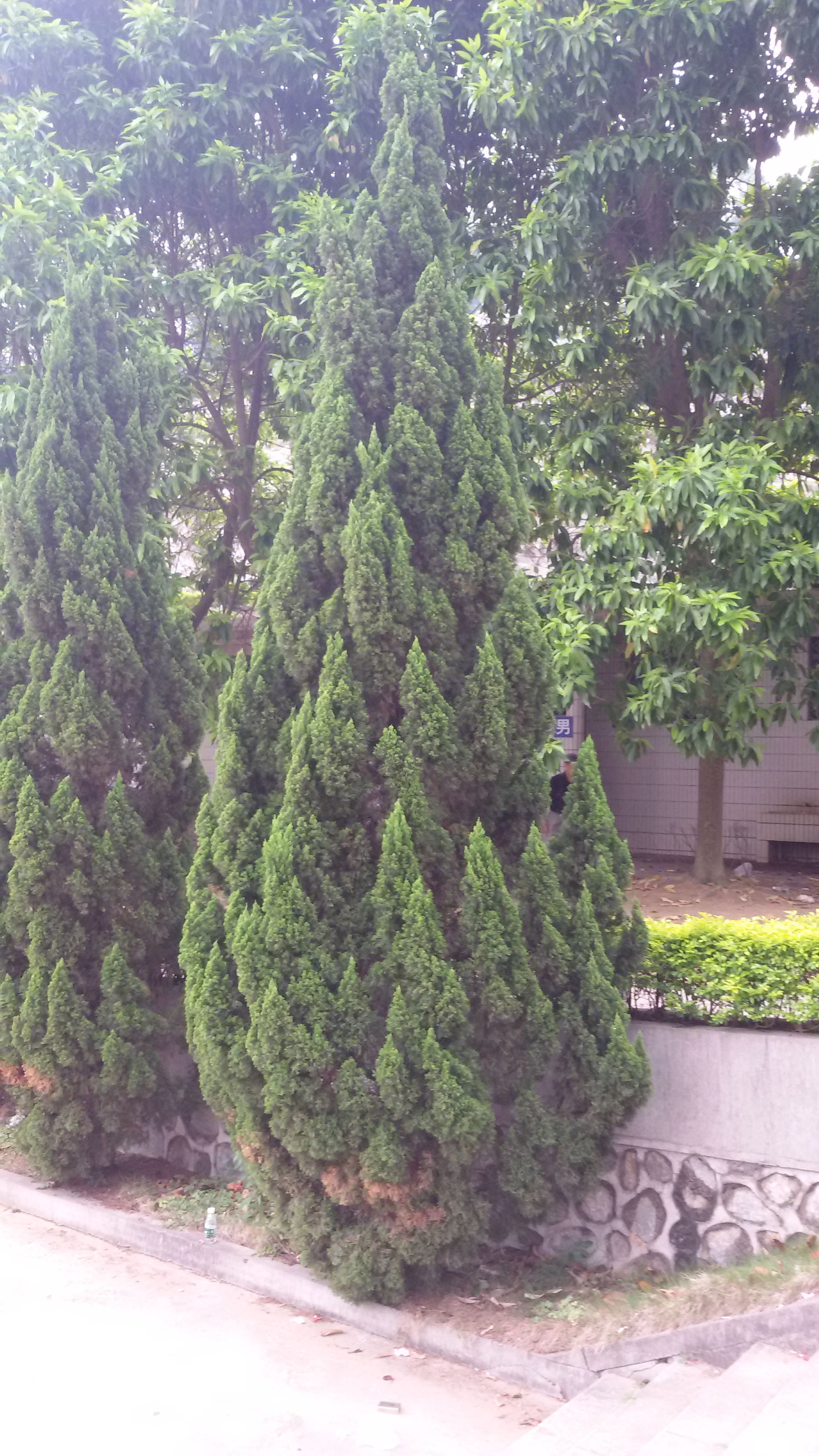
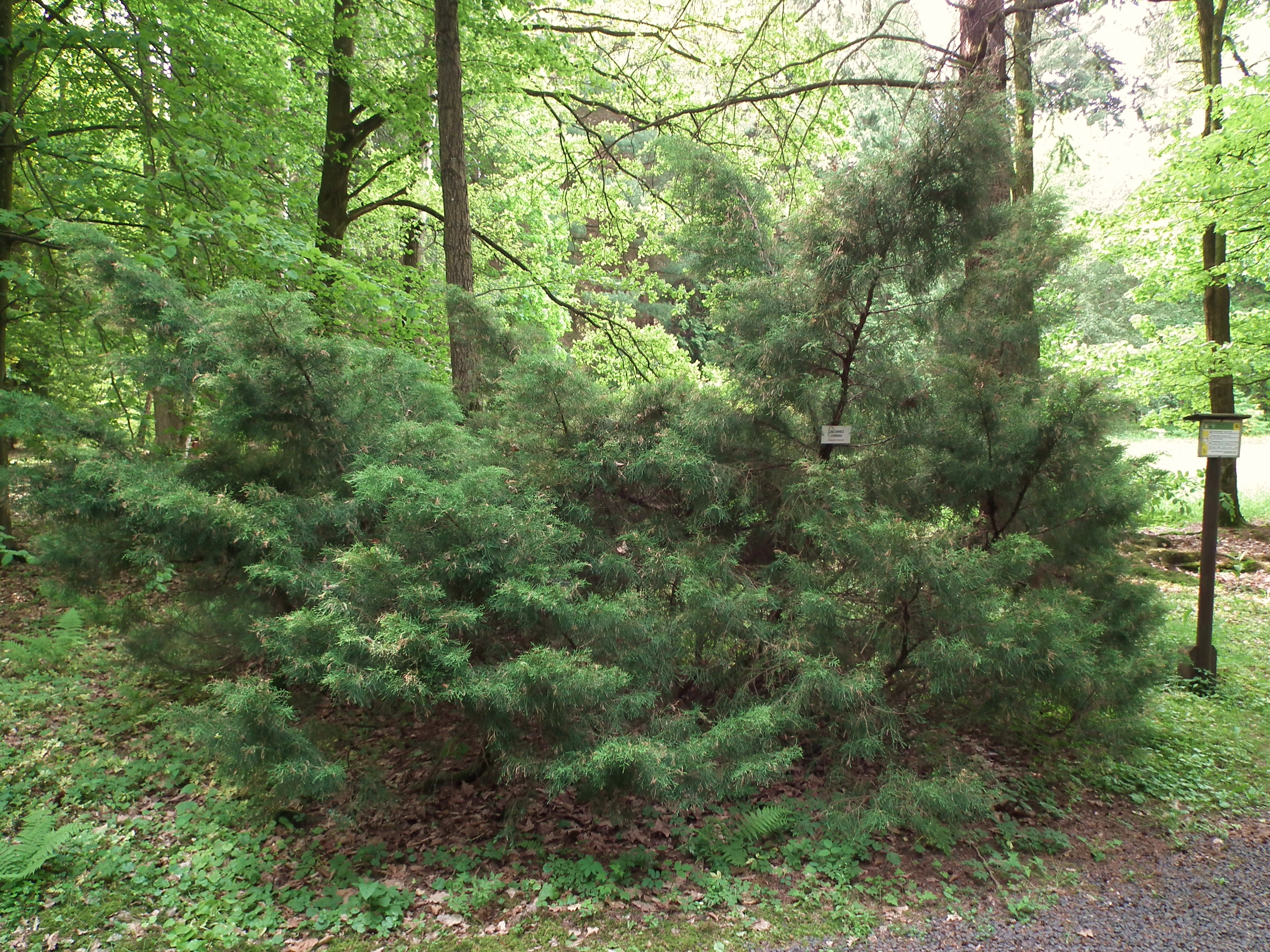
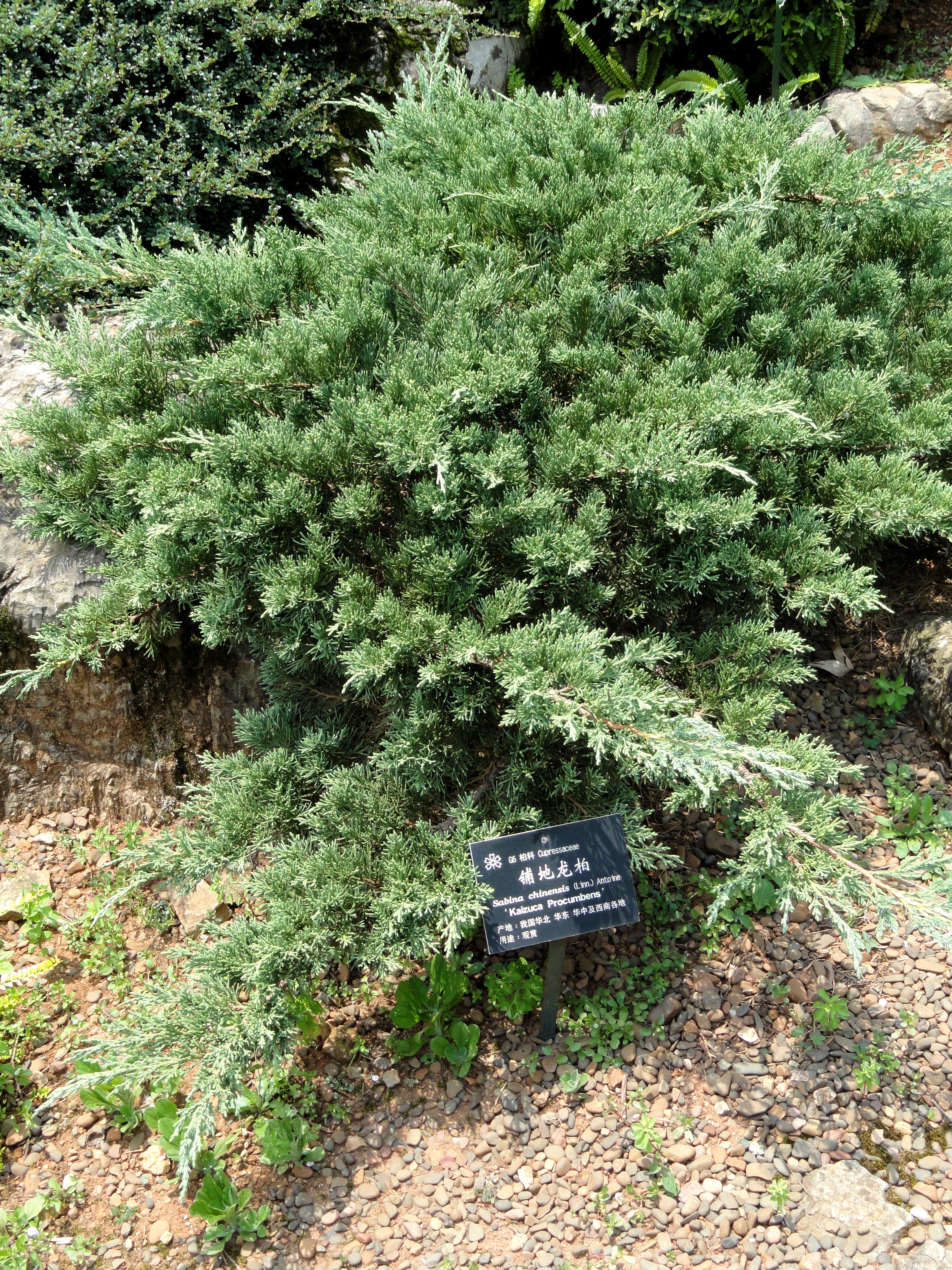
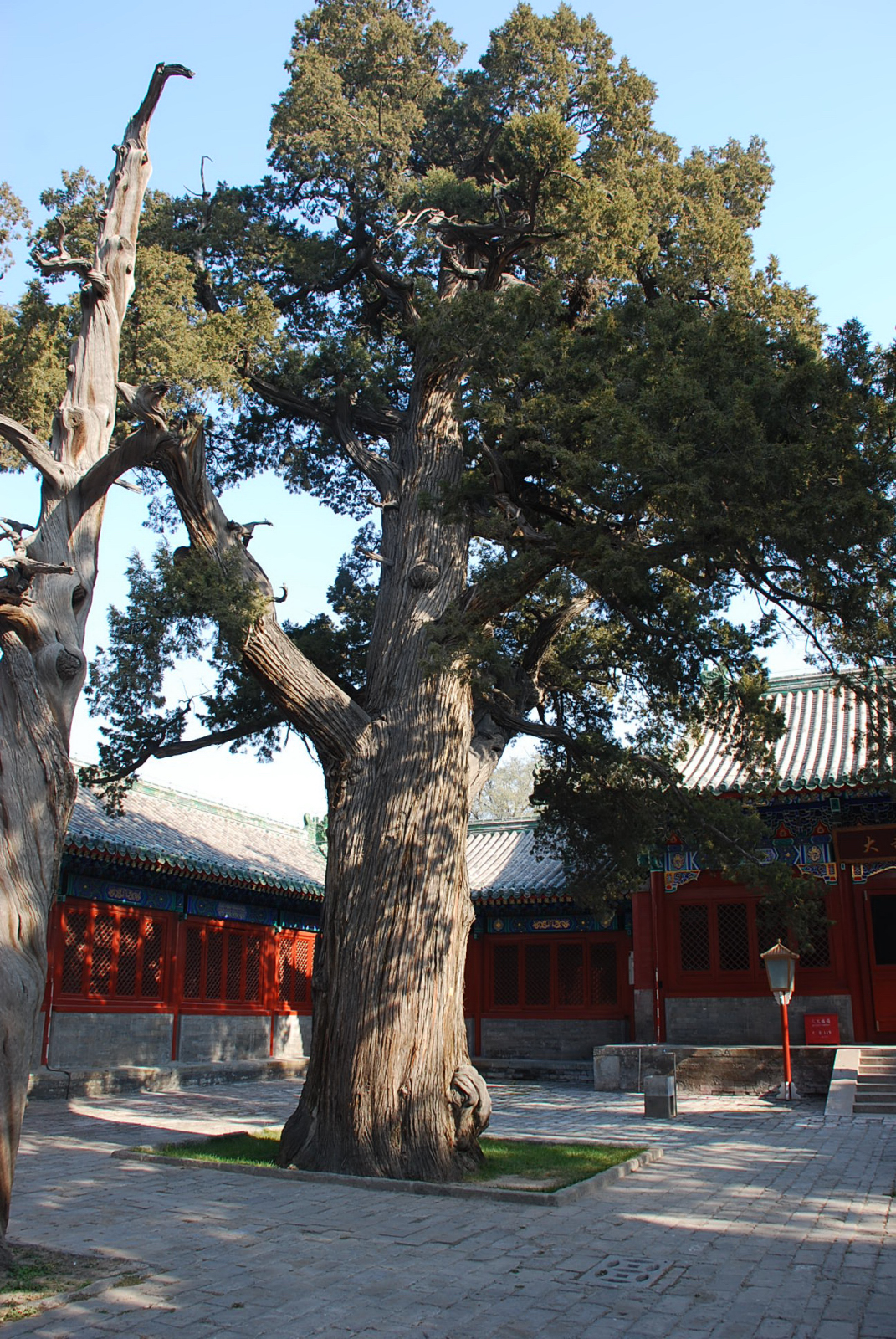
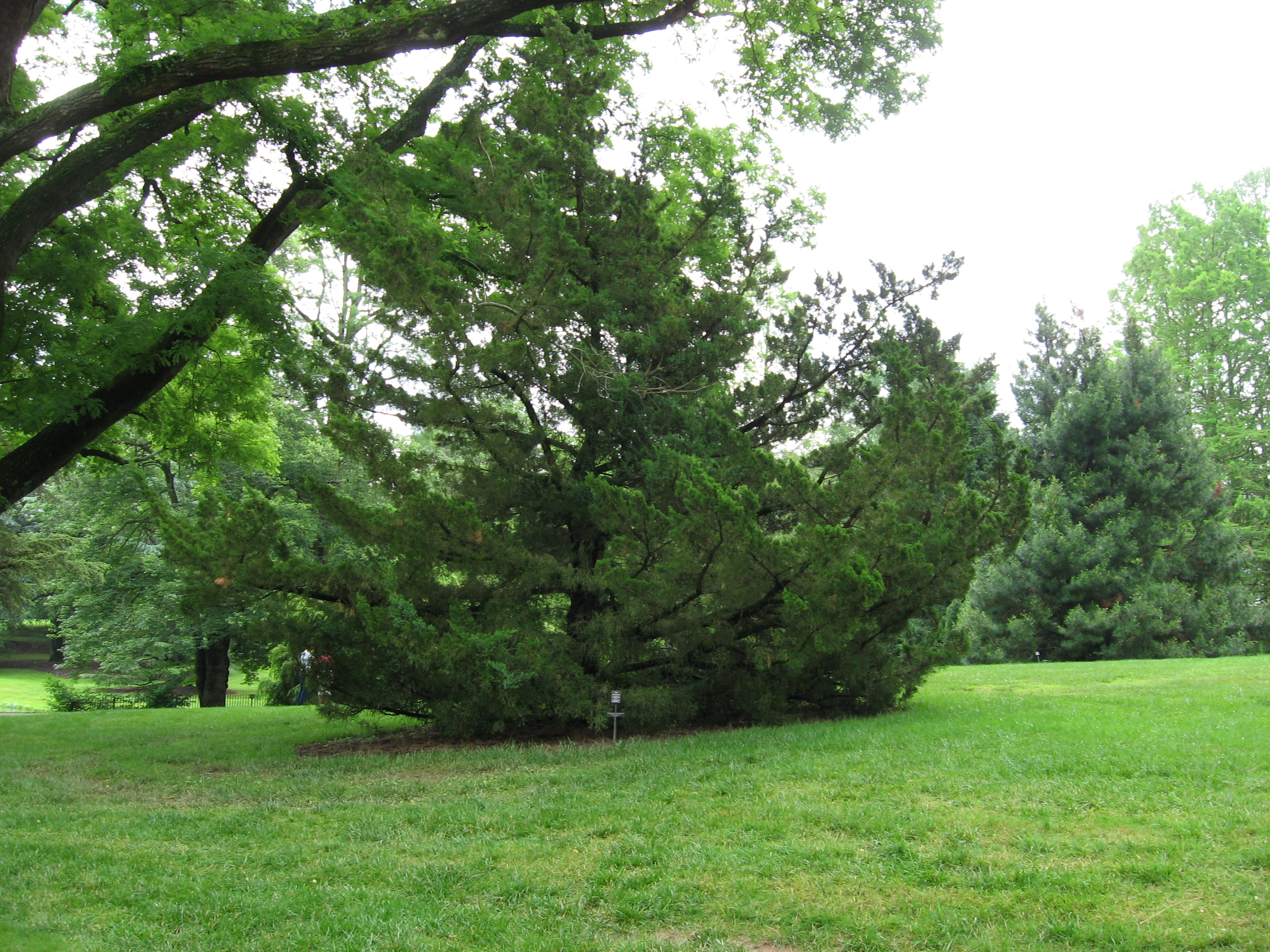

## Choroby a škůdci
Rez hrušňová - významná choroba především s ohledem na pěstování hrušní. Na jalovcích rez hrušňová způsobuje prášivé útvary v kterých přezimují výtrusy houby a z kterých se potom na jaře přenáší na hrušně. Izolační vzdálenost bránící přenosu této houby na stromy hrušní je 150 až 200 m. Pokud se chcete ubránit významnému nakažení rzí hrušňovou je třeba tuto minimální vzdálenost dodržovat, týká se to konkrétně dvou druhů, jalovce čínského a jalovce chvojky.